# Banyeres de Mariola
Pour les articles homonymes, voir Banyeres.
Banyeres de Mariola, en valencien et officiellement (Bañeres en castillan), est une commune de la province d'Alicante, dans la Communauté valencienne, en Espagne. Elle est située dans la comarque de l'Alcoià et dans la zone à prédominance linguistique valencienne.

## Géographie

Localisation de Banyeres de Mariola
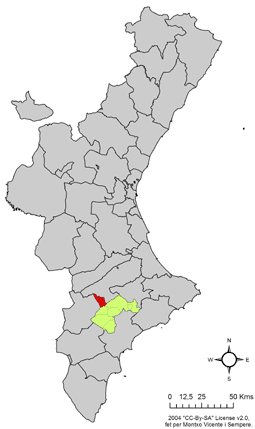
dans la Communauté valencienne.
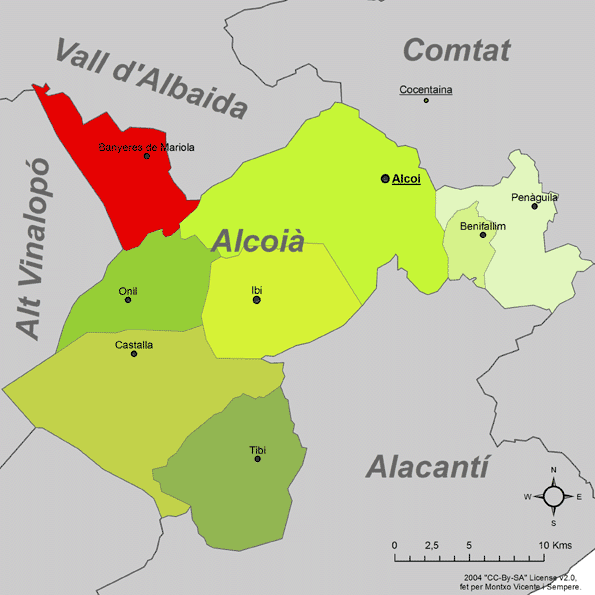
dans la comarque de l'Alcoià.

## Patrimoine
- Château de Banyeres
- Museu Valencià del Paper
- Museu de l'Espardenya
- Zona d'Acampada Molí l'Ombria
- Parc naturel de la Serra de Mariola

## Personnalités liées à la commune
- Manuel Broseta (1932-1962), juriste, sénateur (1979-1982) et professeur d'université, assassiné par ETA, natif de Banyeres.